# Arméns skyttemedalj
Arméns skyttemedalj, formellt Svenska arméns skyttemedalj vid prisskjutning med eldhandvapen, är en belöningsmedalj instiftad 1870 som delas ut av Svenska försvarsmakten till soldater som fått godkänt på skjutövningar med olika skjutvapen.  

## Kriterier
Kriterierna för arméns skyttemedalj regleras i skjutreglementet för armén från 1994 och inkluderar ett flertal skjutövningar med pansarskott, eldhandvapen, automatkarbin och kpist som soldaten måste få godkänt i. Den som uppfyller kriterierna fem år i rad tilldelas medaljen i guld och efter 15 år en emaljerad medalj.

## Utformning
Arméns skyttemedalj är i nionde storleken och monteras utan band. Det förekommer att mottagare låtit montera medaljen på ett brandgult band, men det är något som avråds. På åtsidan syns två korslagda gevär, tre kronor och en kungakrona, allt över en olivkrans och på frånsidan står det inskrivet ”SVENSKA ARMÉNS SKYTTEMEDALJ VID PRISSKJUTNING MED ELDHANDVAPEN”. Fram till andra världskriget var medaljen i silver och därefter i vitmetall. Under kriget förekom även målade medaljer. I samband med utdelningen av medaljen delas det även ut en mindre prissumma. 

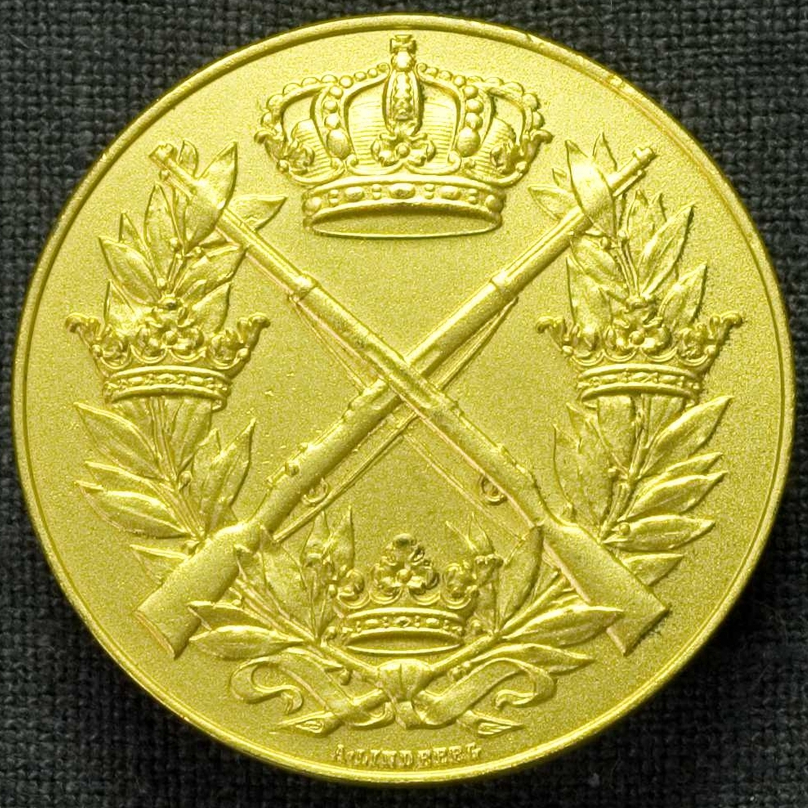
Guldmedalj, åtsida.
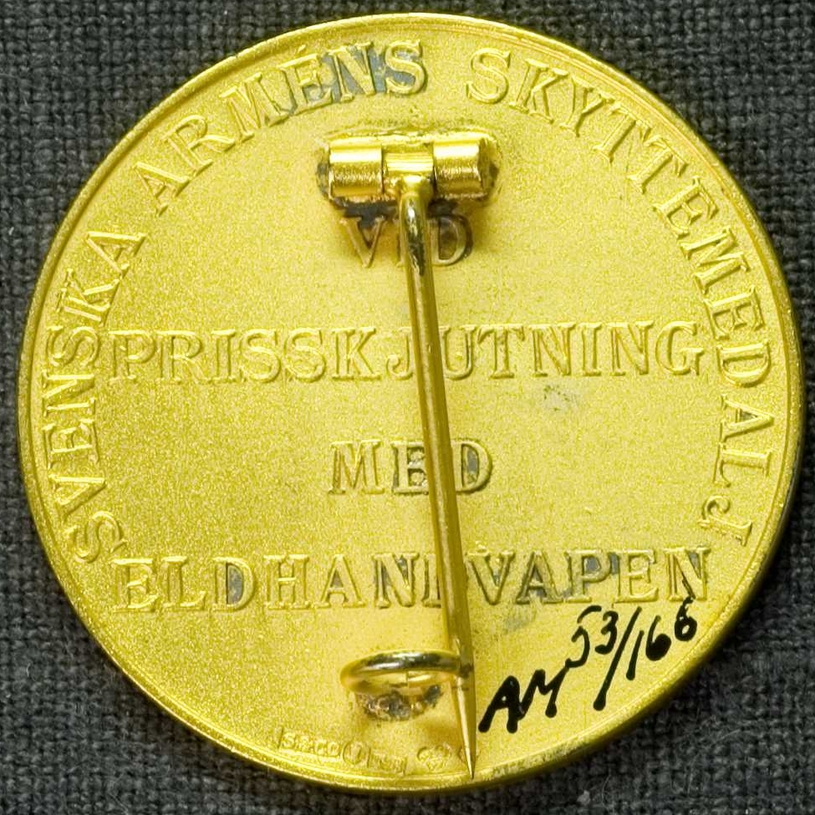
Guldmedalj, frånsida.

## Mottagare i urval
- Generallöjtnant Gunnar Berggren.
- Överstelöjtnant Rudolf Busck.
- Överstelöjtnant Knut R. Stanler.
- Generalmajor Anders Grafström.
- Generalmajor, friherre Göran Gyllenstierna.
- Överste Folke Haquinius.
- Överste 1. graden Nils-Fredric Hægerström.
- Överste Gunnar Levenius.
- Överste 1. graden Sten Ljungqvist.
- Ryttmästare Eric Nordvall.
- Överste Erik Sellin.
- Hovjägmästaren, greve Albert Stenbock.
- Generallöjtnant Viking Tamm.
- Överste Stig Tarras-Wahlberg.
- Överste Jonas Wærn.
- Major Mikael Qviberg